# Rickey Green
Rickey Green (né le 18 août 1954 à Chicago, Illinois) est un ancien joueur américain de basket-ball en NBA.

## Biographie
Meneur de jeu issu de l'université du Michigan et de l'université Vincennes sélectionné au 16e rang de la draft 1977, disputant 14 saisons avec les Warriors de Golden State, les Pistons de Détroit, le Jazz de l'Utah, les Hornets de Charlotte, les Bucks de Milwaukee, les Pacers de l'Indiana, les 76ers de Philadelphie et les Celtics de Boston. Sa meilleure saison eut lieu en 1982-1983 avec le Jazz de l'Utah, quand il réalisa des moyennes de 14,3 points, 8,9 passes décisives et 2,82 interceptions par match, les représentant par ailleurs la saison suivante en 1984 au NBA All-Star Game. Il prit sa retraite sportive en 1992 avec un total en carrière de 8 870 points et 5 221 passes décisives en 946 matchs. En 1982, sous les couleurs du Jazz de l'Utah, Green inscrivit le cinq millionième point de l'histoire de la NBA depuis 1946.

## Pour approfondir
- Liste des meilleurs intercepteurs en NBA par saison.
- Liste des joueurs de NBA avec 9 interceptions et plus sur un match.